# Reda El Amrani
Reda El Amrani (in arabo رضا العمراني‎?; Casablanca, 19 maggio 1988) è un ex tennista marocchino.
Ha fatto parte della squadra marocchina di Coppa Davis tra il 2007 e il 2017 conquistando un totale di quattordici vittorie a fronte di nove sconfitte.